# Playoffs BAA 1948
Navigation
Playoffs 1947 Playoffs 1949
Les playoffs BAA 1948 sont les playoffs de la saison BAA 1947-1948 en basket-ball aux États-Unis. Ils se terminent sur la victoire des Bullets de Baltimore, face aux Warriors de Philadelphie, 4 matches à 2 lors des finales BAA.

## Fonctionnement
Avant le début des playoffs, les trois équipes de la Division Ouest à égalité (Washington, Chicago et Baltimore) doivent être départagées. 
- 23 mars : Washington @ Chicago 70-74
- 25 mars : Baltimore @ Chicago 75-72

Les Washington Capitols ne participent donc pas aux playoffs. Les Bullets de Baltimore sont deuxièmes de la division, les Stags de Chicago troisièmes. Le système de l'année précédente peut être remis en application :
Les trois meilleures équipes de chaque division sont invitées à participer aux playoffs. Il s'agit, à l'Est, des Warriors de Philadelphie, des Knickerbockers de New York et des Celtics de Boston. À l'Ouest sont qualifiés les St. Louis Bombers, les Bullets de Baltimore et les Stags de Chicago.
Les deux champions de divisions (Philadelphia et St. Louis) disputent une série au meilleur des sept matches. Le gagnant de cette série (Philadelphia) est qualifié pour les finales BAA.
Les quatre autres franchises disputent deux tours au meilleur des 3 matches pour désigner l'équipe qui disputera les finales BAA . Le deuxième de l'Est (New York) rencontre le deuxième de l'Ouest (Baltimore), et le troisième de l'Est (Boston) affronte le troisième de l'Ouest (Chicago). Les deux gagnants (Baltimore et Chicago) jouent pour la place en finale.

## Effectifs
La colonne « Exp. » (pour « expérience ») donne le nombre de saison(s) disputée(s) en BAA avant la saison 1947-1948. Entre parenthèses est indiqué le nombre d'apparition(s) en playoffs BAA avant les playoffs 1948.

## Classements en saison régulière
| Champion de division | Qualifié pour les playoffs | Éliminé des playoffs |

| Division Est               | V  | D  | PCT    | GB |
| -------------------------- | -- | -- | ------ | -- |
| Warriors de Philadelphie   | 27 | 21 | 56,3 % | -  |
| Knicks de New York         | 26 | 22 | 54,2 % | 1  |
| Celtics de Boston          | 20 | 28 | 41,7 % | 7  |
| Steamrollers de Providence | 6  | 42 | 12,5 % | 21 |

| Division Ouest         | V  | D  | PCT    | GB |
| ---------------------- | -- | -- | ------ | -- |
| Bombers de Saint-Louis | 29 | 19 | 60,4 % | -  |
| Bullets de Baltimore   | 28 | 20 | 58,3 % | 1  |
| Stags de Chicago       | 28 | 20 | 58,3 % | 1  |
| Capitols de Washington | 28 | 20 | 58,3 % | 1  |

## Tableau
|  | Quarts de finales | Quarts de finales    | Quarts de finales        |                          |    | Demi-finales         | Demi-finales | Demi-finales |  |  | Finales BAA | Finales BAA          | Finales BAA |
|  |                   |                      |                          |                          |    |                      |              |              |  |  |             |                      |             |
|  | O2                | Bullets de Baltimore | 2                        |                          |    |                      |              |              |  |  |             |                      |             |
|  | E2                | Knicks de New York   | 1                        |                          |    |                      |              |              |  |  |             |                      |             |
|  | E2                | Knicks de New York   | 1                        |                          | O2 | Bullets de Baltimore | 2            |              |  |  |             |                      |             |
|  |                   |                      |                          |                          | O2 | Bullets de Baltimore | 2            |              |  |  |             |                      |             |
|  |                   |                      | O3                       | Stags de Chicago         | 0  |                      |              |              |  |  |             |                      |             |
|  | O3                | Stags de Chicago     | O3                       | Stags de Chicago         | 0  | 2                    |              |              |  |  |             |                      |             |
|  | O3                | Stags de Chicago     |                          |                          |    | 2                    |              |              |  |  |             |                      |             |
|  | E3                | Celtics de Boston    | 1                        |                          |    |                      |              |              |  |  |             |                      |             |
|  |                   |                      |                          |                          |    |                      |              |              |  |  | O2          | Bullets de Baltimore | 4           |
|  |                   |                      | E1                       | Warriors de Philadelphie | 2  |                      |              |              |  |  |             |                      |             |
|  |                   |                      |                          |                          |    |                      |              |              |  |  |             |                      |             |
|  |                   |                      |                          |                          |    |                      |              |              |  |  |             |                      |             |
|  |                   | E1                   | Warriors de Philadelphie | 4                        |    |                      |              |              |  |  |             |                      |             |
|  |                   |                      |                          | 4                        |    |                      |              |              |  |  |             |                      |             |
|  |                   |                      | O1                       | Bombers de Saint-Louis   | 3  |                      |              |              |  |  |             |                      |             |
|  |                   |                      | O1                       | Bombers de Saint-Louis   | 3  |                      |              |              |  |  |             |                      |             |
|  |                   |                      |                          |                          |    |                      |              |              |  |  |             |                      |             |

## Scores

### Quarts de finale
- Bullets de Baltimore - Knickerbockers de New York 2-1
  - 27 mars : New York @ Baltimore 81-85
  - 28 mars : Baltimore @ New York 69-79
  - 1er avril : New York @ Baltimore 77-84

- Stags de Chicago - Celtics de Boston 2-1
  - 28 mars : Chicago @ Boston 79-72
  - 31 mars : Chicago @ Boston 77-81
  - 2 avril : Chicago @ Boston 81-74

### Demi-finales
- Warriors de Philadelphie - St. Louis Bombers 4-3
  - 23 mars : Philadelphia @ St. Louis 58-60
  - 25 mars : Philadelphia @ St. Louis 65-64
  - 27 mars : St. Louis @ Philadelphia 56-84
  - 30 mars : St. Louis @ Philadelphia 56-51
  - 1er avril : Philadelphia @ St. Louis 62-69
  - 3 avril : St. Louis @ Philadelphia 61-84
  - 6 avril : Philadelphia @ St. Louis 85-46

- Bullets de Baltimore - Stags de Chicago 2-0
  - 7 avril : Baltimore @ Chicago 73-67
  - 8 avril : Chicago @ Baltimore 72-89

### Finales BAA
- Bullets de Baltimore - Warriors de Philadelphie 4-2
  - 10 avril : Baltimore @ Philadelphia 60-71
  - 13 avril : Baltimore @ Philadelphia 66-63
  - 15 avril : Philadelphia @ Baltimore 70-72
  - 17 avril : Philadelphia @ Baltimore 75-78
  - 20 avril : Baltimore @ Philadelphia 82-91
  - 21 avril : Philadelphia @ Baltimore 73-88

## Leaders statistiques
En playoffs, les minima pour être repris dans les classements par moyennes sont les suivants :
- Points : 100
- Assits : 25 (en 1948, Howie Dallmar est le seul joueur à atteindre ce palier)
- Pourcentage aux tirs : 20 tirs réussis
- Pourcentage aux lancers francs : 10 lancers francs réussis

| Catégorie            | Joueur          | Franchise                | Stat |
| -------------------- | --------------- | ------------------------ | ---- |
| Points par match     | Joe Fulks       | Warriors de Philadelphie | 21,7 |
| Assists par match    | Howie Dallmar   | Warriors de Philadelphie | 2,8  |
| % aux tirs           | Buddy Jeannette | Bullets de Baltimore     | 49,2 |
| % aux lancers francs | Buddy Jeannette | Bullets de Baltimore     | 88,1 |